# Lonchotus rugosicollis
Lonchotus rugosicollis är en skalbaggsart som beskrevs av Sternberg 1910. Lonchotus rugosicollis ingår i släktet Lonchotus och familjen Dynastidae. Inga underarter finns listade i Catalogue of Life.